# بازاي
بازاي هي بلدية فرنسية جديدة  تقع في إقليم الأردين في منطقة غراند إيست. تم إنشاؤه في 11 يناير 2017 . 